# Антипатија
Антипатија је осећање које може да варира од благе ненаклоности и одбојности до изразите нетрпељивости и одвратности према некој особи, групама, идеји, институцији и сл. Антипатија је обично ирационална, мада се могу навести и многи оправдани или неоправдани разлози за њу.